# Icius hortensis
Espèce
Icius hortensis est une espèce d'araignées aranéomorphes de la famille des Salticidae.

## Distribution
Cette espèce est endémique du district de Wakiso en Ouganda,. Elle se rencontre vers Entebbe.

## Description
La carapace des mâles mesure de 1,9 à 2,2 mm de long sur de 1,6 à 1,7 mm et l'abdomen de 2,3 à 2,4 mm de long sur de 1,3 à 1,5 mm.

## Systématique et taxinomie
Cette espèce a été décrite par Wiśniewski et Wesołowska en 2024.

## Étymologie
Son nom d'espèce, composé de hort[a] et du suffixe latin -ensis, « qui vit dans, qui habite », lui a été donné en référence au lieu de sa découverte, le jardin botanique d'Entebbe.

## Publication originale
- Wiśniewski & Wesołowska, 2024 : « Jumping spiders (Salticidae) of Uganda – revised list, new species and distributional data. » European Journal of Taxonomy, vol. 952, p. 1-171 (texte intégral).